# 제5군단 (미국)
제5(V)군단(V Corps)은 제1차 세계 대전, 제2차 세계 대전, 냉전, 코소보, 테러와의 전쟁에 참전했었던 미국 육군의 군단이다.

## 역사

### 제1차 세계 대전
제5(V)군단은 한참 제1차 세계 대전의 전투 중인 프랑스 흐미흐몽에서 1918년 7월 7일부터 12일까지 조직되었다. 생미하히, 뫼즈-아르곤느, 로레인의 총 3개 전역에 참전하였는데, 뫼즈-아르곤느 공세의 최종 단계에서 눈에 띄는 진격으로 연합군에 승리를 안겨주므로서 "Victory Corps→승리 군단" 별명을 얻었다. 종전 후 미국 본토로 귀환하였고, 1919년 5월 2일에 캔자스주 캠프 펀스톤에서 동원해체됨에 따라 해산하였다.

### 전간기
제5(V)군단은 1921년 7월 29일에 예비군 부대로 재정되어, 이듬해 1922년 2월 17일부터 1924년 11월 15일까지 켄터키주 포트 토머스에서 잠시 소집되었다. 1933년 10월 1일에 정규군으로 재할당되었다.

### 제2차 세계 대전
1940년 10월 20일, 루이지애나주 캠프 보우리가드에서 군단 본부가 재소집되었다.
1946년에 미국 본토로 귀환하여 포트 브래그에서 주둔하며 제82공수사단을 통제하였다.

### 냉전
한국 전쟁의 여파로 냉전이 시작되면서, 유럽 전구의 증원군으로서 1951년에 제7(VII)군단과 함께 제7군 예하부대로서 독일에 재배치되었다. 1963년, 제7군이 미국 유럽 육군과 합쳐지면서 군단은 미국 유럽 육군 직할부대로 전속되었다.
걸프 전쟁 당시, 군단은 참전하지 않았지만, 일부 예하부대가 제7(VII)군단의 지휘를 받아 사막의 폭풍 작전에 참가하였다. 제7(VII)군단은 걸프 전쟁을 끝으로 미국 본토로 귀환하여 4월에 캠프 맥퍼슨에서 해산하였고, 유럽 전구에 남은 유일한 군단은 제5(V)군단이 되었다.

### 동유럽 분쟁
1995년 12월, 제1기갑사단과 6개 별동 여단이 이행군(IFOR)에 배속되었다.
코소보 분쟁에 따라 코소보군을 지원하기 위해 태스크포스 호크(Task Force Hawk)로서 알바니아에 군단 본부와 예하부대가 배치되었다. 제1보병사단은 한번, 제1기갑사단은 두번 종군하였다.

### 테러와의 전쟁

#### 이라크
2003년 6월 15일, 바그다드에서 제7연합합동태스크포스를 편성하고 1차 순환부대로서 이라크의 대량살상무기를 이듬해 2004년 1월 2일에 2차 순환부대인 제3(III)군단과 교대하고 하이델베르크로 복귀하였다.
OIF-4 순환부대의 지휘부로 지정되어 이라크에 재전개하여 제18(XVIII)공수군단과 교대하였다. 2005년 가을부터 2006년 여름까지 제4보병사단, 제101공수사단, 제1해병사단을 통제하였다.

#### 아프가니스탄
2012년부터 2013년까지 아프기나스탄에 전개하여 주아프가니스탄 미군의 모든 육군부대를 통제하였다. 5월 2일에 비스바덴으로 복귀하였다.

### 해산

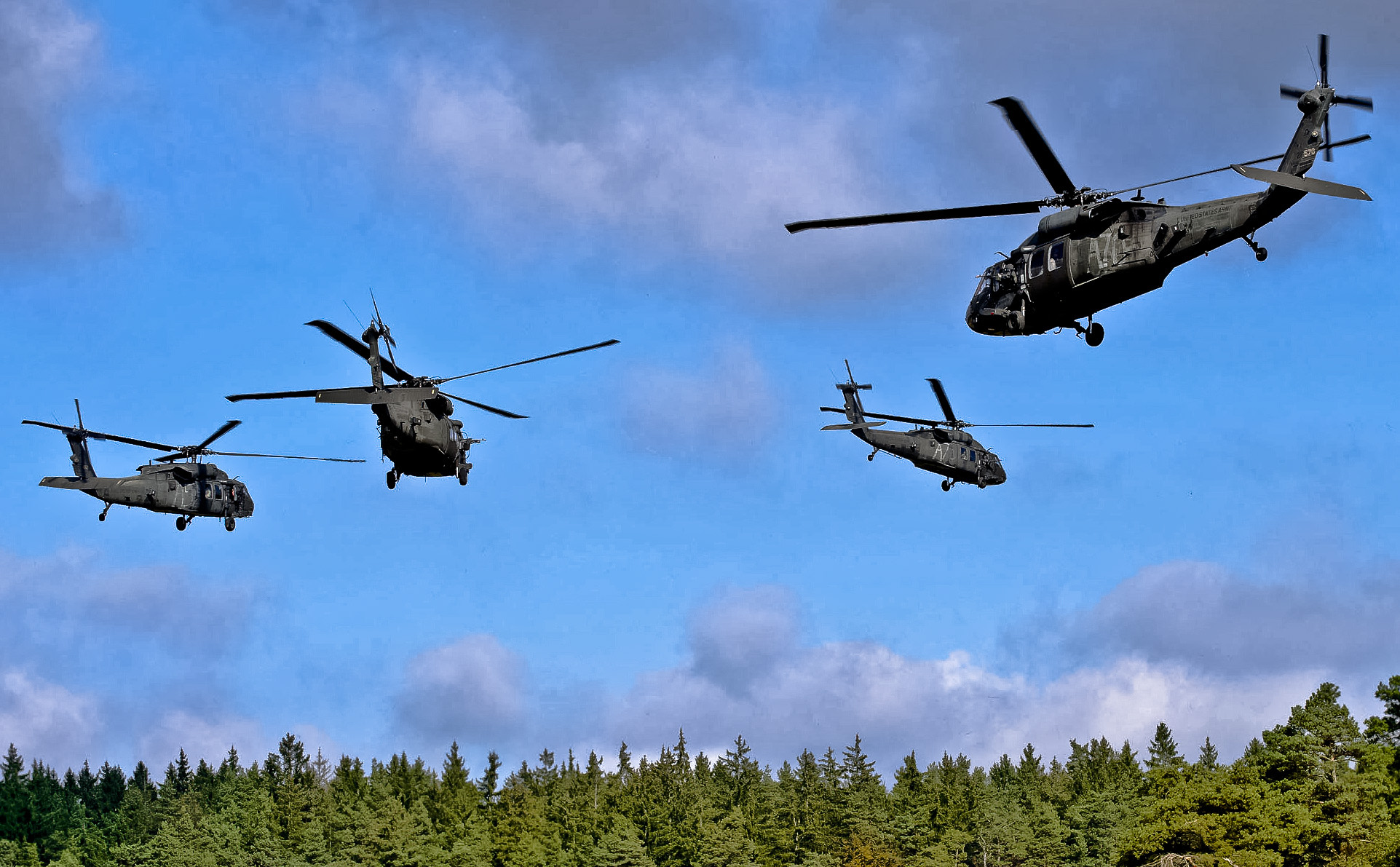
공중강습 훈련에 참가한 제12전투항공여단 소속 UH-60 블랙 호크 4대. 2011년 10월 16일 촬영.

2009년에 미국 육군부가 미국 유럽 육군의 축소, 재편성에서 제5(V)군단의 해산예정을 공지하였다.
군단은 하이델베르크 비스바덴의 루시우스 D. 클레이 막사에서 2013년 9월 15일에 공식적으로 해산하였다.

### 재소집
2020년 2월 11일, 육군부가 켄터키주 포트 녹스에서 추가로 군단 본부가 활동을 개시한다고 밝혔다. 인원은 635명으로 꾸려질 것이고 그중에 대략 200명은 유럽의 작전지휘소에 순환배치되어 지원하는데, 2020년 가을에 가동될 예정이다. 다음날 2월 12일, 작전지휘소가 유럽 어딘가에 주둔할지는 아직 정하지 못하였다고 대변인 중령 로빈 오초아가 말했다.

## 부대

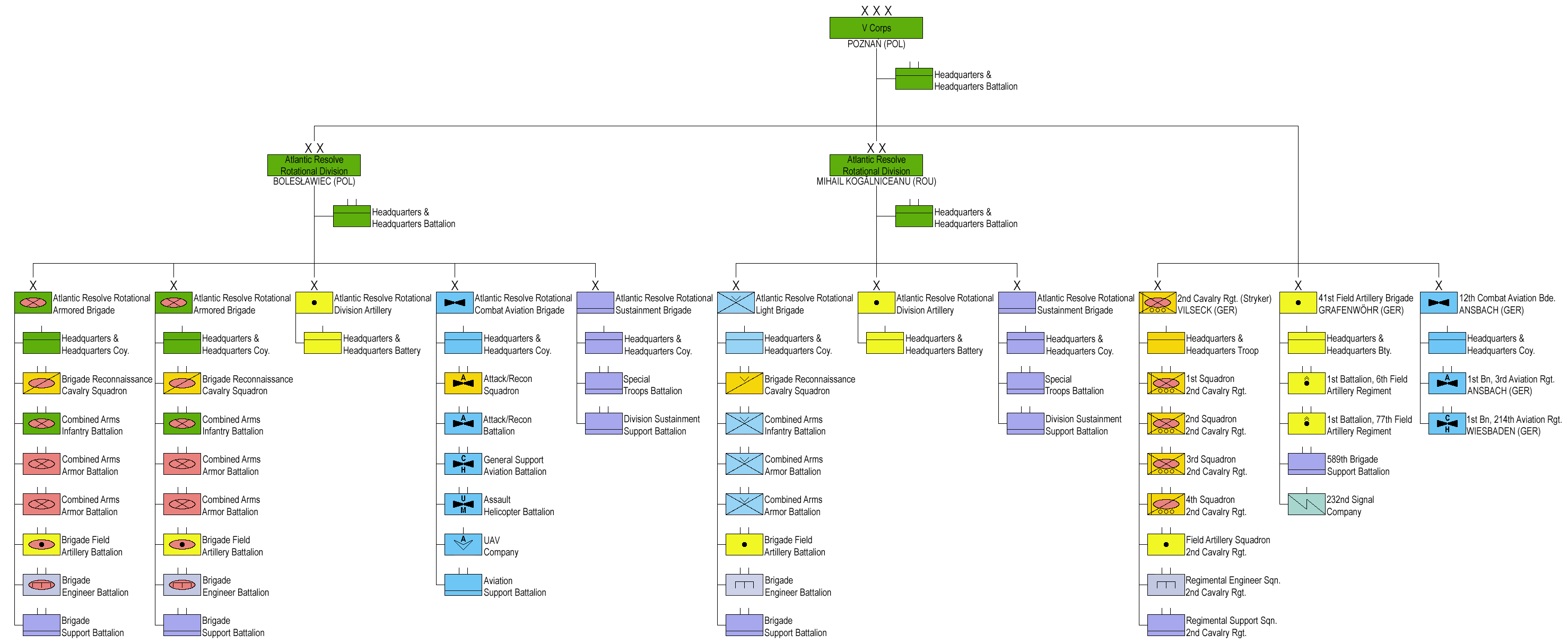
조직도 (2023년)

- 군단본부/본부대대 - 폴란드 포즈난 캠프 코시치우슈코
- 대서양 회복 순환사단 - 폴란드 볼레스와비에츠 
  - 순환 기갑여단전투단
  - 순환 전투항공여단
  - 순환 지원여단
- 대서양 회복 순환사단 - 콘스탄차주 Mihail Kogălniceanu 루마니아 공군(RoAF) 제57공군기지
  - 순환 보병여단전투단
  - 순환 지원여단
- NATO 개선된 전방 주둔 - 폴란드
- 제2기병연대 - 독일, Vilseck
- 제12전투항공여단 - 독일, 안스바치
- 제41야전포병여단 - 독일, 그라펜호퍼

## 기록

### 소속
- 제5군, 1944년
- 제3군, 1945년
- 제7군, 1951년
- 미국 유럽 육군, 1963년

### 계보
- 1918년 7월 7일, Headquarters and Headquarters Troop, Army Corps
정규군 배정.
→제5(V)육군군단, 본부 및 본부대
- 1921년 7월 29일, Headquarters and Headquarters Company, V Corps
예비군 배재.
→제5(V)군단, 본부 및 본부중대
- 1941년 1월 1일, Headquarters, V Army Corps
→제5육군군단, 본부
- 1941년 2월 2일, Headquarters Company, V Army Corps
→제5(V)육군군단 본부중대
- 1942년 8월 19일, Headquarters and Headquarters Company, V Corps
→제5(V)군단, 본부 및 본부중대
- 1944년 6월 27일, Headquarters and Headquarters Company, V Corps
계보 재통합.
→제5(V)군단, 본부 및 본부중대
- 1965년 8월 2일, Headquarters, V Corps; Headquarters Company, V Corps
→}제5(V)군단 본부중대, 제5(V)군단 본부
- 2011년 4월 16일, Headquarters and Headquarters Battalion, V Corps
→제5(V)군단 본부 및 본부대대

제5군단 포병대
- 1921년 5월 13일, 13rd Field Artillery Brigade
→제13야전포병여단
- 1940년 12월 16일, 76th Field Artillery Brigade
→제76야전포병여단
- 1944년 3월 2일, Headquarters and Headquarters Battery, V Corps Artillery
→제5군단 포병대, 본부 및 본부포대

### 전역
| 스트리머        | 내역                                                                         |
| --------------- | ---------------------------------------------------------------------------- |
| 제1차 세계 대전 | - 생미하히 - 메우스-아르곤느 - 1918년 로레인                                 |
| 제2차 세계 대전 | - 노르망디 (화살촉 포함) - 북부 프랑스 - 라인란트 - 안데스-알자스 - 중앙유럽 |
| 코소보 전역     | - 코소보 - 코소보 항공전역                                                   |
| 테러와의 전쟁   |                                                                              |

### 장식
| 스트리머          | 내역               |
| ----------------- | ------------------ |
| 육군 우수부대표창 | 서남아시아, 2003년 |
| 육군 공로부대표창 | 1995년 ~ 1996년    |

## 같이 보기
- 제7(VII)군단

## 참고

### 인용
1. ↑  Joel Salgado (2013년 5월 2일). “V Corps colors return to Wiesbaden” (PDF) (영어). USAREUR Public Affairs Office. 2017년 3월 7일에 확인함.
2. ↑  Nancy Montgomery (2008년 8월 28일). “Transformation moves mean end of V Corps” (영어). Stars and Stripes. 2017년 3월 7일에 확인함.
3. ↑  Sgt. Daniel Cole, (2013년 6월 12일). “V Corps inactivates after nearly a century of service to U.S. Army”. U.S. Army Europe Public Affairs. 2020년 2월 13일에 확인함.
4. ↑  “Army announces activation of additional corps headquarters” (영어). United States Army Public Affairs. 2020년 2월 11일. 2020년 2월 13일에 확인함.
5. ↑  Kyle Rempfer (2020년 2월 12일). “Army resurrects V Corps after seven years to bolster Europe” (영어). ArmyTimes. 2020년 2월 13일에 확인함.

### 자료
- Raugh, Jr., Harold E. (2009). 《"It Will Be Done!" U.S. Army V Corps, 1918–2009: a pictorial history》 (영어). 독일, 그라펜호퍼: Druckerei Hutzler.
- Kirkpatrick, Charles E. (2006). “"Ruck it Up!": The Post-Cold war Transformation of V Corps, 1990-2001”. Center of Military History. 2017년 8월 31일에 원본 문서에서 보존된 문서. 2020년 2월 13일에 확인함.
- “Headquarters and headquarters battalion, V Corps” (영어). Center of Military History. 2011년 5월 25일. 2015년 4월 15일에 원본 문서에서 보존된 문서. 2016년 1월 16일에 확인함.
- “V Corps”. 《usarmygermany.com》 (영어). 2016년 1월 16일에 확인함.
- “History of V Corps” (PDF) (영어). Center of Military History. 2016년 1월 16일에 확인함.
- “V Corps "Victory Corps"”. 《globalsecurity.org》 (영어). 2016년 1월 16일에 확인함.